# Potworów (Basse-Silésie)
Pour les articles homonymes, voir Potworów.
Potworów est une localité polonaise de la gmina de Bardo, située dans le powiat de Ząbkowice Śląskie en voïvodie de Basse-Silésie.